# Martin Lieb
Martin Lieb (* 16. März 1961 in Wattens) ist ein ehemaliger österreichischer Judoka.

## Biografie
Martin Lieb kämpfte für den Judoclub WSG-Swarovski Judo Wattens. Er gewann 1982 das Weltcupturnier in Paris. Fast 20 Jahre lang schaffte er immer wieder Siege bei den Österreichischen Meisterschaften.
Als Legionär beim TSV Abensberg gewann er zweimal den Mannschaftseuropacup.

## Erfolge
- 1. Rang Weltcup in Paris 1982 – 86 kg
- 2. Rang Weltcup Leonding 1991 – 95 kg
- 3. Rang German Open 1980 – 86 kg
- 3. Rang Weltcup Leonding 1988 – 95 kg
- 3. Rang Militärweltmeisterschaft 1991 – Offen
- 3. Rang Weltcup Prag 1992 – 95 kg

- 10-facher österreichischer Meister